# Bidasoa

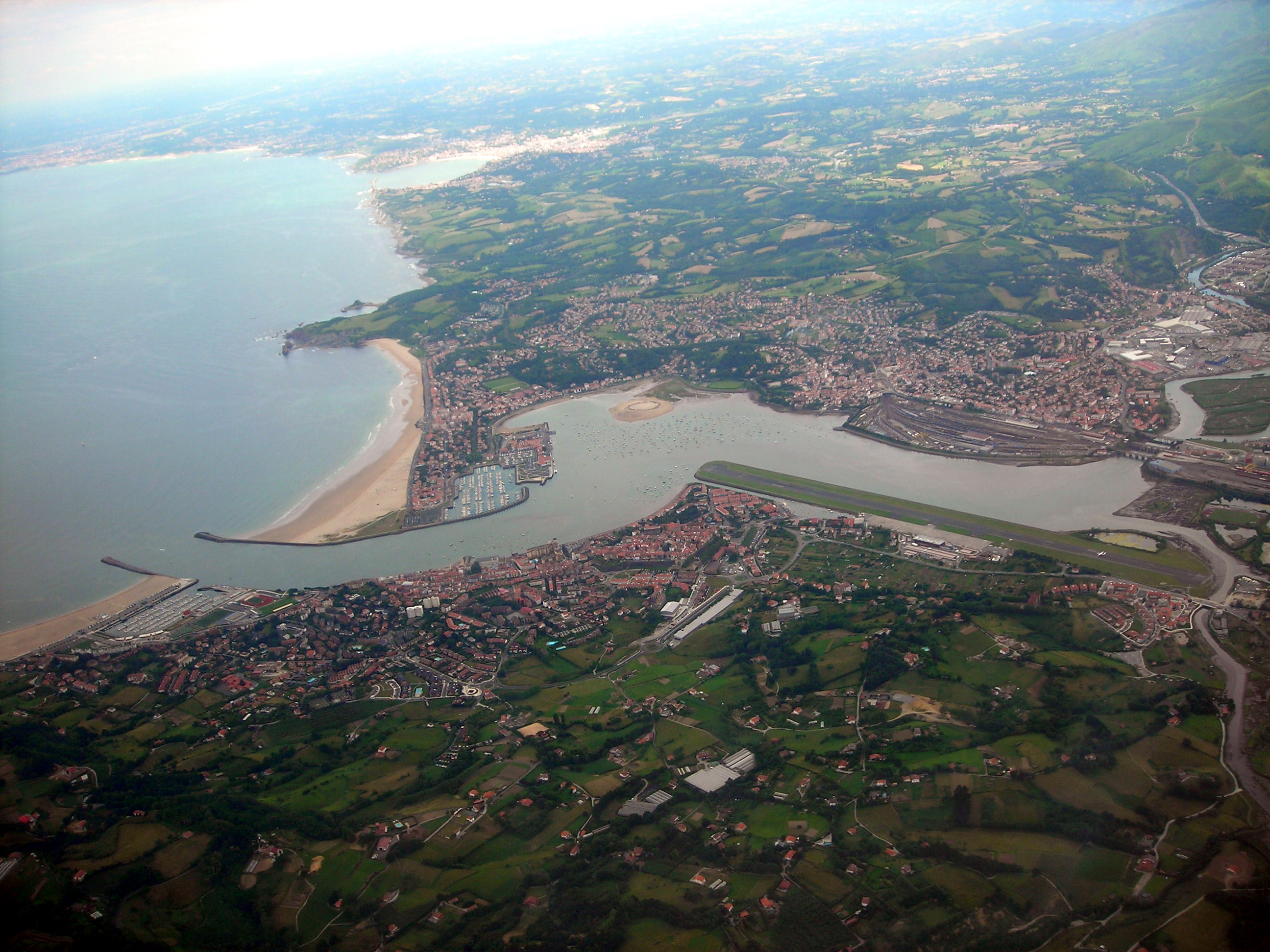
Bidasoas utlopp i Biscayabukten

Bidasoa (franska Bidassoa) är en flod i Baskien i norra Spanien och sydvästra Frankrike. Landgränserna mellan de två staterna löper längsmed floden närmast där den rinner ut i Biscayabukten. Floden markerar också gränsen mellan provinserna Gipuzkoa och Lapurdi. Bidasoa har sitt ursprung i Navarra och sitt utlopp mellan städerna Hondarribia och Irun på den spanska sidan och staden Hendaia på den franska sidan.
Nära Bidasoas utlopp ligger också den obebodda Fasanön som är ett fransk-spanskt kondominat. Ön tillhör båda staterna, men administreras av ett land i taget, halvårsvis, som en följd av ett fredsfördrag mellan länderna 1659.